# Список орнітологічних журналів
Список орнітологічних журналів — включає журнали і інші періодичні видання, що публікують орнітологічні статті і монографії, розподілені за країнами. Список за алфавітом дивись: тут (фр.).
За рівнем цитування (Імпакт-фактор, Science Citation Index), перше місце в світі у своїй категорії наук (орнітологія) серед усіх орнітологічних журналів за 28 років (1981—2008) займає Auk (далі: Ornis Scandinavica, Ardea, The Condor, Ibis, Journal of Avian Biology, Bird Study, Colonial Waterbirds, Wilson Bulletin, Bird Behavior). У 2008 році до десятки увійшли журнали Journal of Ornithology, Journal of Field Ornithology, Bird Conservation International, Acta Ornithologica.

## Європа
- Орнитология (від 1958, Росія)  [Архівовано 4 березня 2016 у Wayback Machine.]
- Русский орнитологический журнал — The Russian Journal of Ornithology (від 1992, Россия) ISSN 0869-4362.
- Пернатые хищники и их охрана — Raptors Conservation (с 2005 года, Россия) ISSN 1814-0076.
- Acta Ornithologica —
- Alauda —  [Архівовано 14 березня 2013 у Wayback Machine.]
- Ardea (Leiden, с 1912) —  [Архівовано 3 березня 2016 у Wayback Machine.]
- Ardeola —  [Архівовано 27 лютого 2017 у Wayback Machine.]
- Avian Science —
- Avicultural Magazine —  [Архівовано 7 січня 2017 у Wayback Machine.]
- Bird Study —  [Архівовано 7 листопада 2010 у Wayback Machine.]
- Bulletin of the British Ornithologists' Club (Велика Британія) —
- Central European Journal of Biology  [Архівовано 22 квітня 2018 у Wayback Machine.]
- Cotinga —  [Архівовано 15 червня 2006 у Wayback Machine.]
- Der Falke —
- Hirundo —
- Ibis — British Ornithologists Union (1859, Лондон, Велика Британія) —
- Journal of Avian Biology —
- Journal of Ornithology — (Німеччина)
- Neotropical Birding —  [Архівовано 8 березня 2017 у Wayback Machine.]
- Ornis Fennica (Фінляндія) —
- Ornithologische Mitteilungen — (Німеччина) — ISSN 0030-5723
- Ornithos (Франція) —
- Revista Catalana d'Ornitologia (Іспанія) —
- Die Vogelwelt —
- Беркут (журнал) — Україна архів за 1992—2014 роки  [Архівовано 31 жовтня 2017 у Wayback Machine.]
- Авіфауна України — Україна архів за 1998—2014 роки  [Архівовано 31 жовтня 2017 у Wayback Machine.]
- Бранта (Зб. наук. праць Азово-Чорноморської орнітол. станции)[2]
- Troglodytes видання  Західноукраїнського орнітологічного товариства: вип. 1 — 2010 (у вільному доступі), вип. 2 — 2011 (у вільному доступі), вип. 3 — 2012 (у вільному доступі), вип. 4 — 2013 (тільки друкована версія), вип. 5/6 — 2015 (тільки друкована версія).

## Північна Америка
- Audubon Magazine (США) —
- The Auk, American Ornithologists' Union (США) — нові випуски (після 1999 року) доступні на сайті журналу  [Архівовано 16 червня 2009 у Wayback Machine.]; архів старих томів (volumes 1-116) за 1884—1999 роки доступний у вигляді DjVu і PDF — файлів на сайті SORA
- The Condor — Cooper Ornithological Society (США) — нові випуски (після 2000 року) доступні на сайті журналу  [Архівовано 20 червня 2013 у WebCite]; архів старих томів (volumes 1-102) за 1899—2000 роки доступний у вигляді DjVu і PDF — файлів на сайті SORA
- Journal of Field Ornithology — Association of Field Ornithologists (США) — тома 51-70 (1980—1999) і попередні публікації Bird-Banding доступні у вигляді DjVu і PDF — файлів на сайті SORA
- Marine Ornithology —  [Архівовано 13 травня 2008 у Wayback Machine.]
- Wilson Journal of Ornithology (до 2006 року — Wilson Bulletin), Wilson Ornithological Society (США) — томи 1-111 за 1889—1999 роки доступні у вигляді DjVu і PDF — файлів на сайті SORA

## Південна Америка
- Atualidades Ornitológicas (Бразилія) —  [Архівовано 21 лютого 2009 у Wayback Machine.]
- Ararajuba/Revista Brasileira de Ornitologia (Бразилія) —
- Boletín de la Sociedad Antioqueña de Ornitología (Бразилія) —
- Cotinga —  [Архівовано 15 червня 2006 у Wayback Machine.]
- Revista Ornitología Colombiana —  [Архівовано 6 грудня 2015 у Wayback Machine.]

## Азія
- Indian Birds (Індія) —  [Архівовано 19 січня 2017 у Wayback Machine.]
- Japanese Journal of Ornithology (Японія) —
- Journal of the Yamashina Institute for Ornithology (Японія) —
- Strix (Японія) —  [Архівовано 9 лютого 2017 у Wayback Machine.]
- Kukila (Bulletin of the Indonesian Ornithologists' Union — IdOU, (Індонезія) ) —
- BirdingASIA (колишній OBC Bulletin), Oriental Bird Club — , OBC Bulletin
- Ornithological Science —

## Австралія і Океанія
- Emu — Royal Australasian Ornithologists Union, (від 1901, Мельбурн, Австралія) —  [Архівовано 21 серпня 2016 у Wayback Machine.]
- Notornis — Ornithological Society of New Zealand, (Нова Зеландія)  (також включає журнали Southern Bird, OSNZ News, OSNZ Bulletins & Reports)

## Різне
- Birds & Blooms —  [Архівовано 26 березня 2022 у Wayback Machine.]
- Forktail[en], Oriental Bird Club —
- Marine Ornithology —  [Архівовано 13 травня 2008 у Wayback Machine.]